# Izolacijski center (Belorusija)
Izolacijski centri so zapori v Belorusiji, v katerih so zaporniki v postopku preiskave oziroma »izolacije«.
Beloruski "izolacijski centri" so postali mednarodno znani  ob beloruskih protestih po predsedniških volitvah leta 2020, na katere je država pod predsednikom Aleksandrom Lukašenkom odgovorila z zatiranjem, številne protestnike aretirala  in jih zaprla v izolacijske centre. Obstajajo poročila o pretepanju in mučenju v izolacijskih centrih. Najbolj znani izolacijski center je Okrestino.